# Michael Marsh
Michael Lawrence "Mike" Marsh (født 4. august 1967 i Los Angeles, Californien) er en amerikansk tidligere atletikudøver (sprinter), der deltog i tre olympiske lege sidste i 1900-tallet.

## Atletikkarriere
Marsh hørte til verdenseliten fra sidst i 1980'erne, men måtte på grund af den store nationale konkurrence ventet med sin debut ved store mesterskaber. Han var således en del af det amerikanske atletikhold ved OL 1988 i Seoul, men som reserve til 4 × 100-meterholdet kom han ikke i konkurrence. Han var igen med til denne disciplin ved VM i atletik i 1991, hvor han dog kun kom til at løbe indledende heats, hvor USA blev verdensmestre. Ved den amerikanske udtagelse til OL 1992 i Barcelona blev han nummer to på 200 m efter Michael Johnson og kom dermed med til legene.
Ved legene i Barcelona stillede han op i to discipliner. I 200-meterløbet ville Johnson have været favoritten, men han var blevet syg og måtte opgive at stille op i denne disciplin. Derfor var favoritværdigheden delt mellem Marsh og namibieren Frankie Fredericks, der som den første havde formået at besejre Johnson. De to favoritter vandt da også som forventet deres heats, indtil de mødte hinanden i finalen, efter at Marsh havde sat ny olympisk rekord i semifinalen med 19,73 sekunder. Finalen forløb, så Marsh kom i spidsen, da feltet nåede det lige stykke i opløbet, og han endte med at vinde guld i tiden 20,01 sekunder, mens Fredericks fik sølv med 20,13 og amerikanske Michael Bates bronze med 20,38 sekunder. Marshs anden disciplin var 4 x 100 m stafet, hvor det amerikanske hold derudover bestod af Leroy Burrell, Dennis Mitchell, James Jett og Carl Lewis. Amerikanerne vandt deres heats indtil de i finalen stod over for Nigeria, der var forventet at være en trussel. Det blev dog ved truslen, da Lewis som sidste løber sikrede amerikanerne guldet med et forspring på fem meter i en ny verdensrekordtid, 37,40 sekunder. Nigeria fik sølv og Cuba bronze.
Marsh skuffede noget i årene der fulgte: Ved VM året efter måtte han på 200 m nøjes med en fjerdeplads og to år senere en femteplads.
Ved OL 1996 på hjemmebane i Atlanta stillede han op i tre discipliner og nåede finalen i alle. I 100 meter blev han nummer fem og i 200 m nummer otte. I 4 x 100 m stafet var han igen på holdet, som desuden bestod af Jon Drummond, Tim Harden, Dennis Mitchell og Tim Montgomery (Carl Lewis havde ikke været i stand til at komme på holdet denne gang). Marsh var ikke med i de indledende heats, som amerikanerne vandt, skønt deres tider var dårligere end canadiernes. I finalen stod kampen om guldet mellem disse to nationer, og Canada sikrede sig sejren med den individuelle guldvinder Donovan Bailey i spidsen i tiden 37,69 sekunder, mens USA fik sølv med 38,05 og Brasilien bronze med 38,41.
Marsh indstillede sin aktive karriere i 1997, da han havde fået en fodskade.